# HARUKO
HARUKO（はるこ、1974年2月27日 - ）は、日本の女性モデルであり、タレントである。
出生名は「山田 明子」（やまだ はるこ）、旧芸名は「真木 明子」（まき はるこ）。所属事務所はスペースクラフト。

## 経歴・人物
1974年（昭和49年）、東京都に生まれる。家族は両親と弟1人。趣味は、サーフィンと自動車の運転。小学校の頃はピアノ、中学・高校時代はフルートを習っていた。
短大入学時からモデルとして女性ファッション誌 『JJ』（光文社）に登場するようになり、小柄であったことから「Sサイズモデル」といわれた。1997年（平成9年）には、女優として、テレビドラマ、『ビーチボーイズ』（フジテレビ）にも出演した。
2003年、俳優の真木蔵人と結婚し名前を「山田明子」から「真木 明子」とする。同年に女児を出産し、家族とともに、千葉県・九十九里浜に移住。出産後は雑誌 『VERY』（光文社）や、『SAKURA』（小学館）などに、モデルとしてレギュラー出演している。
2010年（平成22年）2月、夫が21歳のときに認知した長男・NOAH（ノア、16歳）の芸能界デビューが発表された。
2012年8月1日、真木と離婚したのを機に「HARUKO」と改名。現在はモデル業の他、ファッションブランド「Richie Witchie」（リッチー・ウィッチー）を立ち上げ、デザイナーとしても活動している。
『テッパン男塾』などで知られる作家・檀れみは短大（桐朋学園芸術短期大学）の同級生。

## 著作
- 『モデル・真木明子の海風ビューティ・ライフ』 （ワニブックス、2008年10月）